# Forestiera ligustrina
Forestiera ligustrina är en syrenväxtart som först beskrevs av André Michaux, och fick sitt nu gällande namn av Jean Louis Marie Poiret. Forestiera ligustrina ingår i släktet Forestiera och familjen syrenväxter. Inga underarter finns listade i Catalogue of Life.